# Basilius Amerbach (starszy)
Basilius Amerbach (ur. 28 marca 1488 w Bazylei, zm. 8 kwietnia 1535 w Bazylei) – bazylejski uczony, przedstawiciel rodu Amerbachów. 

## Życiorys
Był drugim synem Johanna Amerbacha, jednego z najważniejszych drukarzy renesansu i Barbary Ortenberg. Miał czworo rodzeństwa, starszego brata Bruna (1484-1519), zmarłą w dzieciństwie siostrę, siostrę Margarete (1490-1541) i brata Bonifaciusa (1495-1562) oraz przyrodniego brata Berharda, syna matki z poprzedniego małżeństwa. Razem z bratem Brunem wychowywał się za granicą, gdzie pobierał nauki, podczas gdy Margarete i Bonifacius pozostali w domu. Basilius i Bruno uczyli się w Schlettstadt, Bazylei i Paryżu. 
W Paryżu w 1506 Basilius uzyskał tytuł magistra sztuk. W latach 1507–1512 studiował prawo we Fryburgu Bryzgowijskim u sławnego humanisty Ulricha Zasiusa, przyjaciela rodziny.
Synowie wzięli niewielki udział w kontynuacji dzieła ojca, wielkim wydaniu dzieł św. Hieronima. Jedynie Basilius na większą skalę (od 1514) współpracował z Johannesem Frobenem, uczniem Johanna Amerbacha, który objął jego drukarnię.
Basilius był bardzo spokojnym człowiekiem, często chorował. Przez wiele lat żył razem z rodziną swojego brata Bonifaciusa. 
Podobnie jak Bonifacius, nie był przychylny reformacji, która objęła za jego życia Bazyleę. Bonifacius przy tym skłaniał się do ugody, Basilius nie mógł jednak znieść narzuconych przez reformatorów restrykcji. Po wielu latach życia w domu brata emigrował w 1531 do bryzgowijskiego Neuenburga. Dopiero kilka miesięcy przed śmiercią powrócił do rodzinnego miasta.